# 金帶錦魚
金帶錦魚，為輻鰭魚綱鱸形目隆頭魚亞目隆頭魚科的其中一種，分布於西印度洋區，從東非至南非奧歌亞灣海域，棲息深度1-30公尺，體長可達23公分，棲息在沿海的潟湖、岩礁海域，生活習性不明，可作為食用魚及觀賞魚。